# Zeitschrift für Religions- und Geistesgeschichte
Die Zeitschrift für Religions- und Geistesgeschichte (ZRGG) ist eine 1948 von Hans-Joachim Schoeps und Ernst Benz gegründete wissenschaftliche Zeitschrift, die sich seither der Darstellung und Publikation wissenschaftlicher Forschungsergebnisse zur Religions-, Geistes- und Kulturgeschichte verschrieben hat. Sie ist ein Forum interdisziplinärer Forschung und des Austauschs unter Gelehrten ohne Einschränkung auf eine bestimmte Zeitperiode oder auf eine bestimmte wissenschaftliche Methode.
Die Zeitschrift erscheint vierteljährlich (von wenigen Ausnahmen in den ersten Jahrgängen abgesehen) bei Brill Academic Publishers in Leiden. Die Beiträge wurden anfangs nur in deutscher Sprache veröffentlicht, inzwischen (zum kleinen Teil) auch in englischer Sprache. Sie wird von Julius H. Schoeps (Berlin, geschäftsführend), Miriam Rürup (Potsdam) und Gideon Botsch (Potsdam) herausgegeben (Stand 2024). Mit der Redaktion ist Martina Bitunjac betraut.
1958 gründete Hans-Joachim Schoeps die ähnliche Ziele verfolgende Gesellschaft für Geistesgeschichte.